# 楊觀吉
楊觀吉，字吉長，號鏡靈，又号遁庵道人，福建漳州府詔安縣民籍。

## 生平
崇禎三年庚午科舉人，四年（1631年）联捷辛未進士，通政司观政，授如皋县知县，贬广信府知事，改上饶县，九年（1638年）調長沙知县，升兵部主事。寻解组归家，时人称为“文章司命”。